# Willibald Pirckheimer
Willibald Pirckheimer (Eichstätt, 1470. december 5. – Nürnberg, 1530. december 22.) német humanista.

## Élete
1497-ben Nürnbergben tanácsossá választották és több fontos megbízást végzett a város érdekében. 1499-ben Nürnberg csapatait vezérelte a svájciak elleni háborúban. Ennek a háborúnak a történetét, mely a császáriakra nézve olyan szerencsétlenül ütött ki, Historia belli Suicensis cím alatt meg is írta. Ezt a jelentékeny művet Münch fordította le németre (Basel, 1826), új, teljes kiadást rendezett Karl Rück (München, 1895). Nagy érdemeket szerzett az iskolaügy és a könyvnyomtatás körül. Buzgó híve volt a reformációnak, háza a tudósok gyülekező helye volt és benső viszonyában állott korának legjelentékenyebb embereivel. Iratait Goldast gyűjtötte össze (Frankfurt, 1710).